# Свирлес, Берта
Берта Свирлес, леди Джеффрис (англ. Bertha Swirles, Lady Jeffreys, 22 мая 1903, Нортгемптон, Великобритания — 18 декабря 1999, Кембридж, Великобритания) — британская математик, физик и педагог. С 1969 года являлась президентом британской  Математической ассоциации.

## Жизнь и творчество
Родилась в семье торговца кожами и школьной учительницы. Отец девочки скончался в 1905 году, и мать, исходя из финансовых соображений, открыла частную школу, в которой училась и Берта. В 1915 году она поступила в нортгемптонскую женскую школу и, окончив её, получила стипендию на обучение математике в Гёртон-колледже Кембриджского университета. В 1926 году Свирлес с отличием окончила изучение математики и поступила на отделение физики. С 1925 до 1928 года она занималась у Ральфа Фаулера в Кембриджском университете вопросами квантовой теории. Затем, совместно с Дугласом Хартри проводила исследования по теории спектров поглощения газов. Зимой 1927—1928 годов работала в Германии, в Гёттингенском университете, в группе Макса Борна. В 1928 году Свирлес стала ассистентом профессора в Манчестерском университете. Здесь она работала вместе с Эдвардом Милном над исследованием спектров поглощения газов, что было определяющим при изучении внутренней структуры звёзд.
В 1929 году Берта Свирлес защитила докторскую диссертацию по квантовой механике. В 1931-1933 годах она преподавала в Бристольском университете и в Имперском колледже Лондона (англ. Royal College of Science). В 1933 году Свирлес возвратилась в Манчестерский университет профессором прикладной математики и занималась исследованиями с Хартри. В 1940 году Берта Свирлес вступила в брак с математиком Гарольдом Джеффрисом и в 1953 году, после посвящения его в рыцарское звание, стала леди Джеффрис. Вместе с мужем занималась также сейсмологией. Поддерживала в своей деятельности изучение женщинами математики и физики. В 1969 году Берта Свирлес была избрана президентом британской Математической ассоциации. В 1995 году она стала почётным доктором наук Саскачеванского университета в Канаде, а в 1996 году — Открытого университета в Лондоне.
Свирлес — автор ряда научных работ в области математики и физики. Совместно с мужем написала учебник «Методы математической физики» (англ. Methods of Mathematical Physics), первое издание которого вышло в свет в 1946 году. Этот труд многократно переиздавался, последний раз в 2001 году. После смерти мужа в 1989 году Свирлес занималась обобщением и каталогизацией бумаг и документов, оставшихся после многих лет совместной работы.
Скончалась в Кембридже вследствие инсульта. В 2016 году, уже после смерти учёной, совет Кембриджского университета присвоил её имя части своей территории (англ. Swirles Court).

## Изданные работы
- Jeffreys H., Swirles B. Methods of Mathematical Physics. — 3rd ed. — Cambridge University Press, 1956. — ISBN 978-0-521-66402-8.
- Swirles B., Fowler R.H. The internal conversion of γ-rays // Proceedings of the Royal Society of London. Series A: Mathematical and Physical Sciences. — 1927. — Vol. 116. — P. 491—500. — doi:10.1098/rspa.1927.0146.
- Swirles B., Hartree D.R. The relativistic self-consistent field // Proceedings of the Royal Society of London. Series A: Mathematical and Physical Sciences. — 1935. — Vol. 152. — P. 625—649. — doi:10.1098/rspa.1935.0211.
- Swirles B., Hartree D.R. The relativistic interaction of two electrons in the self-consistent field method // Proceedings of the Royal Society of London. Series A: Mathematical and Physical Sciences. — 1936. — Vol. 157. — P. 680—696. — doi:10.1098/rspa.1936.0224.
- Hartree D.R., Swirles B. The effect of configuration interaction on the low terms of the spectra of oxygen // Mathematical Proceedings of the Cambridge Philosophical Society. — 1937. — Vol. 33. — P. 240—249. — doi:10.1017/S0305004100019587.
- Hartree D.R., Hartree W., Swirles B. Self-consistent field, including exchange and superposition of configurations, with some results for oxygen // Philosophical Transactions of the Royal Society of London. Series A, Mathematical and Physical Sciences. — 1939. — Vol. 238. — P. 229—247. — doi:10.1098/rsta.1939.0008.

## Дополнения
- Oral Histories: Bertha Swirles Jeffreys